# Росткі-Великі
Росткі-Великі (пол. Rostki Wielkie) — село в Польщі, у гміні Малкіня-Ґурна Островського повіту Мазовецького воєводства.
Населення — 381 особа (2011).
У 1975-1998 роках село належало до Остроленцького воєводства.

## Демографія
Демографічна структура станом на 31 березня 2011 року:
|          | Загалом | Допрацездатний вік | Працездатний вік | Постпрацездатний вік |
| -------- | ------- | ------------------ | ---------------- | -------------------- |
| Чоловіки | 188     | 43                 | 122              | 23                   |
| Жінки    | 193     | 43                 | 111              | 39                   |
| Разом    | 381     | 86                 | 233              | 62                   |